# 136 a.C.
Il 136 a.C. (CXXXVI a.C. in numeri romani) è un anno  del II secolo a.C.

## Eventi
- Lucio Furio Filo, Sesto Atilio Serrano diventano consoli della Repubblica romana.

- Prima rivolta servile dell'impero romano in Sicilia: Euno si ribella al padrone Demofilo, ribattezzandosi Antioco.
- Il confucianesimo è adottato come religione di Stato in Cina dall'imperatore Wu Di